# شتارنوو
شتارنوو (به لاتین: Štarnov) یک منطقهٔ مسکونی در جمهوری چک است که در ناحیه اولومووتس واقع شده‌است. شتارنوو ۹٫۸۸ کیلومتر مربع مساحت و ۶۶۸ نفر جمعیت دارد و ۲۲۴ متر بالاتر از سطح دریا واقع شده‌است.